# Bliudnîkî, Halîci
Bliudnîkî (în ucraineană Блюдники) este localitatea de reședință a comunei Bliudnîkî din raionul Halîci, regiunea Ivano-Frankivsk, Ucraina.

## Demografie
Componența lingvistică a localității Bliudnîkî
     Ucraineană (99,44%)
     Alte limbi (0,56%)
Conform recensământului din 2001, majoritatea populației localității Bliudnîkî era vorbitoare de ucraineană (99,44%), existând în minoritate și vorbitori de alte limbi.